# Distrito de Mendrisio
El distrito de Mendrisio (también conocido como Mendrisiotto, antiguamente en alemán Landvogtei Mendris) es uno de los ocho distritos del cantón del Tesino. Limita al norte con el distrito de Lugano, al noreste, este y sur con la provincia de provincia de Varese (IT-25), y al oeste con la de Como (IT-25).
La capital del distrito es Mendrisio.

## Comunas
| Circolo di Balerna | Circolo di Balerna     | Circolo di Balerna | Circolo di Balerna |
| Comuna             | Población (31.12.2008) | Superficie en km²  |                    |
| ------------------ | ---------------------- | ------------------ | ------------------ |
| Balerna            | 3468                   | 2,6                |                    |
| Castel San Pietro3 | 2112                   | 11,4               |                    |
| Chiasso1           | 7853                   | 5,3                |                    |
| Morbio Inferiore   | 4438                   | 2,3                |                    |
| Total              | 17.871                 | 21,6               |                    |

| Circolo di Caneggio | Circolo di Caneggio    | Circolo di Caneggio | Circolo di Caneggio |
| Comuna              | Población (31.12.2008) | Superficie en km²   |                     |
| ------------------- | ---------------------- | ------------------- | ------------------- |
| Breggia             | 1912                   | 25,9                |                     |
| Vacallo             | 2954                   | 1,6                 |                     |
| Total               | 4866                   | 27,5                |                     |

| Circolo di Mendrisio | Circolo di Mendrisio   | Circolo di Mendrisio | Circolo di Mendrisio |
| Comuna               | Población (31.12.2008) | Superficie en km²    |                      |
| -------------------- | ---------------------- | -------------------- | -------------------- |
| Coldrerio            | 2623                   | 2,5                  |                      |
| Mendrisio2,4         | 11.554                 | 21,7                 |                      |
| Total                | 14.177                 | 24,2                 |                      |

| Circolo di Riva San Vitale | Circolo di Riva San Vitale | Circolo di Riva San Vitale | Circolo di Riva San Vitale |
| Comuna                     | Población (31.12.2008)     | Superficie en km²          |                            |
| -------------------------- | -------------------------- | -------------------------- | -------------------------- |
| Besazio                    | 638                        | 0,9                        |                            |
| Meride                     | 335                        | 7,5                        |                            |
| Riva San Vitale            | 2489                       | 5,9                        |                            |
| Total                      | 3462                       | 14,3                       |                            |

| Circolo di Stabio | Circolo di Stabio      | Circolo di Stabio | Circolo di Stabio |
| Comuna            | Población (31.12.2008) | Superficie en km² |                   |
| ----------------- | ---------------------- | ----------------- | ----------------- |
| Ligornetto        | 1666                   | 2,0               |                   |
| Novazzano         | 2408                   | 5,2               |                   |
| Stabio            | 4222                   | 6,2               |                   |
| Total             | 8296                   | 13,4              |                   |

### Modificaciones
- 124 de noviembre de 1975: Reunión de la comuna de Pedrinate con la comuna de Chiasso.
- 24 de abril de 2004: Reunión de la comuna de Salorino en la ciudad de Mendrisio.
- 34 de abril de 2004: Reunión de las comunas de Casima y Monte en la comuna de Castel San Pietro.
- 45 de abril de 2009: Reunión de las comunas de Arzo, Capolago, Genestrerio, Rancate y Tremona con la ciudad de Mendrisio.
- 525 de octubre de 200: Fusión de las comunas de Bruzella, Cabbio, Caneggio, Morbio Superiore, Muggio y Sagno en la nueva comuna de Breggia.

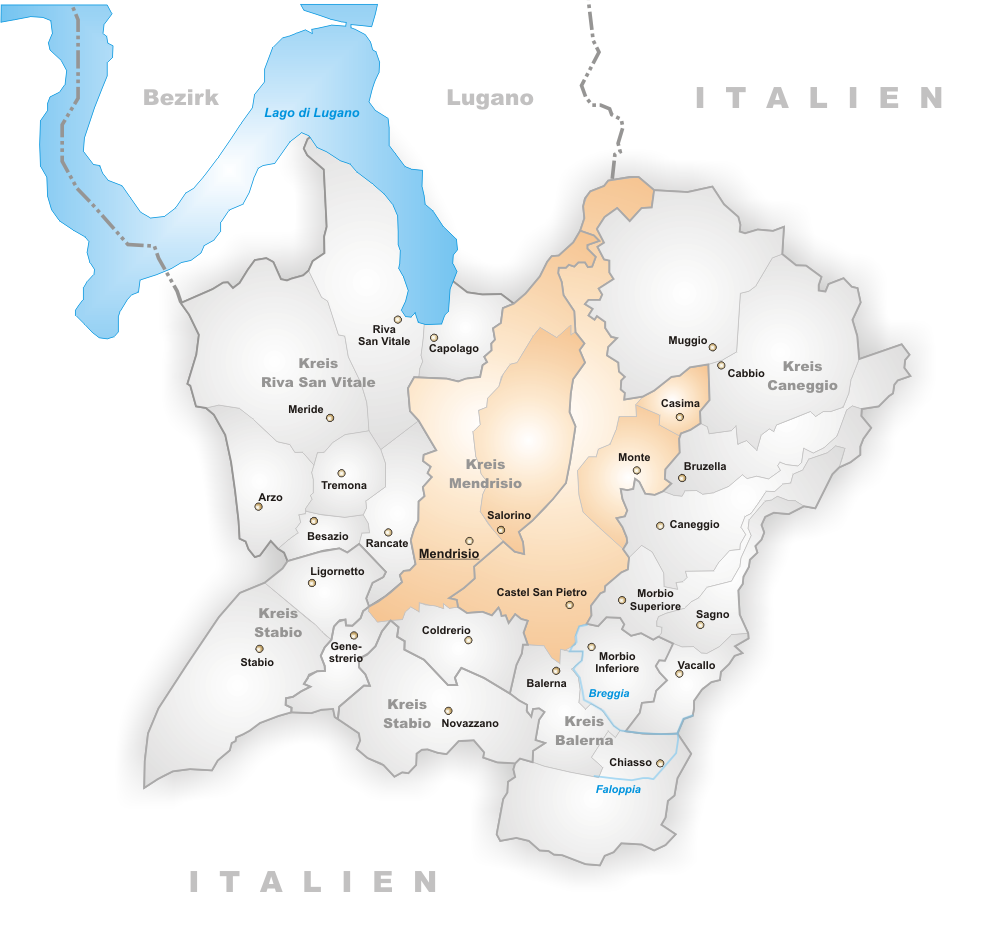
Comunas hasta 2003
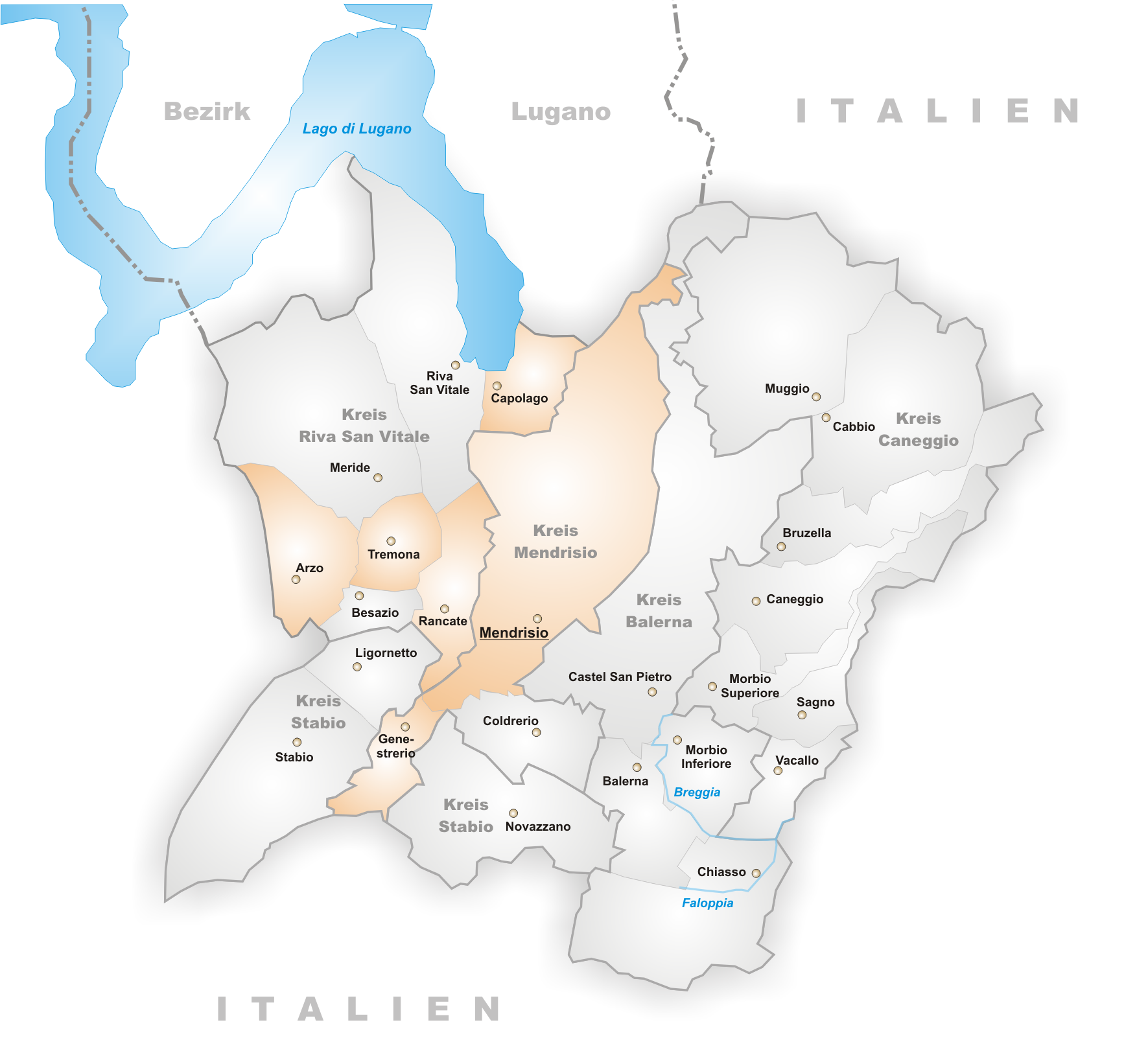
Comunas hasta abril de 2009
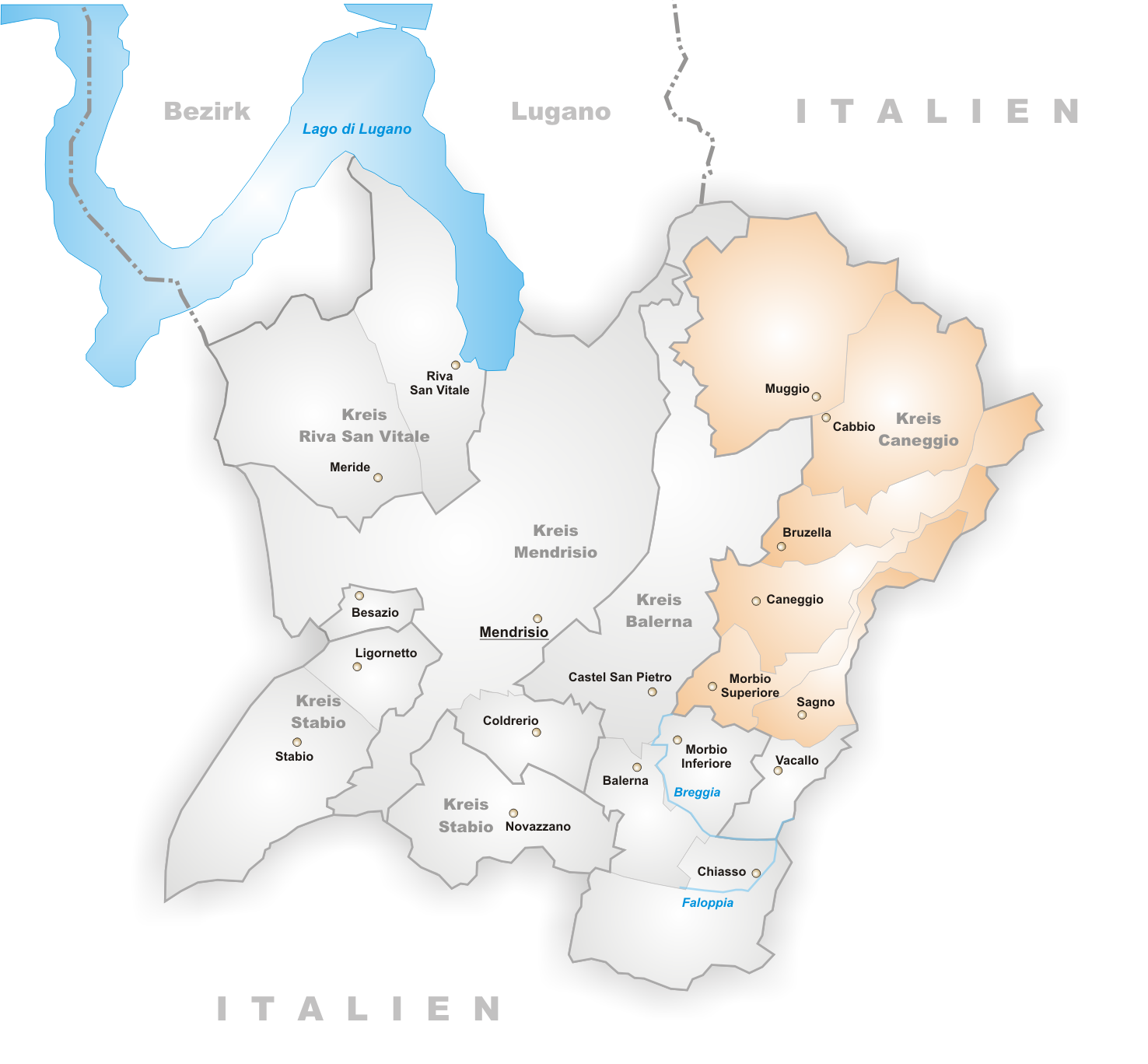
Comunas hasta octubre de 2009